# Hans Niemann
Pour les articles homonymes, voir Niemann.
Hans Moke Niemann est un joueur d'échecs américain, né le 20 juin 2003 à San Francisco. Il est grand maître international depuis 2021.
En septembre 2022, à la suite d’une victoire contre le champion du monde en titre Magnus Carlsen, il est implicitement accusé de tricherie et l’affaire prend des proportions très importantes dans le monde des échecs. Une plainte est déposée en octobre suivant par Niemann avec demande de dommages et intérêts. Celle-ci est classée en juin 2023.
Au 1er septembre 2024, il est le 5e joueur américain et le 16e joueur mondial avec un classement Elo de 2 733 points.

## Biographie et carrière
Issu d'une famille d'origine danoise et hawaïenne, Hans Niemann est né le 20 juin 2003 à San Francisco en Californie. Il déménage ensuite dans la banlieue d'Utrecht aux Pays-Bas où il découvre les échecs à l'âge de huit ans,.
Il devient grand maître international le 21 janvier 2021, à l'âge de 17 ans.
Le 30 juin 2021, Niemann finit 1er-3e (troisième au départage) du tournoi annuel de Philadelphie avec 7 points sur 9.
Le 6 juillet 2021, Hans Niemann remporte le World Open de Philadelphie avec 7,5 points sur 9 après un match de départage contre John Burke. Le 26 juillet, il remporte le championnat des États-Unis junior, ce qui le qualifie pour le championnat des États-Unis 2022.
En 2022, il remporte le mémorial Capablanca et le tournoi d'échecs Sigeman & Co.

### Allégation de triche
Le 4 septembre 2022, lors de la troisième ronde (partie classique) du prestigieux tournoi de la Coupe Sinquefield, il s'impose face au champion du monde Magnus Carlsen qui se retire alors du tournoi, laissant entendre une accusation implicite de triche, qui provoque de nombreuses réactions,,.
En particulier, l'Américain Hikaru Nakamura, sur son stream Twitch, rappelle qu'Hans Niemann a déjà triché dans le passé sur le site Internet Chess.com. Le candidat au championnat du monde d'échecs 2023 Ian Nepomniachtchi affirme que la partie jouée entre Magnus Carlsen et Hans Niemann était « plus qu'impressionnante » de la part de ce dernier. Alexeï Shirov l'accuse d'avoir triché pour obtenir le titre de grand maître international  et le site web Chess.com bloque son compte et le désinvite de son tournoi Global Chess Championship.
À l'opposé, plusieurs grands maitres internationaux, comme Maxime Vachier-Lagrave, champion du monde de blitz, dénoncent alors une « chasse aux sorcières » insuffisamment étayée,.
Le 7 septembre, dans une longue interview au cours du tournoi, Hans Niemann admet avoir déjà triché lors de parties en ligne sur le site Chess.com, en blitz, quand il avait 12 ans lors d'un tournoi rémunéré (Titled Tuesday), puis à 16 ans lors d'une partie sans enjeu, et réfute toute tricherie lors de parties jouées sur échiquier,.
Le 26 septembre, Magnus Carlsen accuse clairement Niemann de triche dans une lettre ouverte, sans toutefois en apporter la preuve, et annonce qu'il refuse de jouer contre lui ou toute autre personne ayant triché à plusieurs reprises par le passé,.
Cependant, Kenneth Regan, un expert indépendant dans le domaine de la détection de la triche aux échecs, déclare en octobre 2022 qu'après avoir fait une analyse statistique des parties sur échiquier de Niemann, incluant la partie de la Sinquefield Cup contre Carlsen, il n'a trouvé aucune preuve de triche de la part de Niemann après 2020, alors qu'il en a trouvé le suggérant pour des parties de 2015, 2017 et 2020,.
Le 4 octobre, le site Chess.com publie un rapport de 72 pages (le Hans Niemann Report) contredisant l'aveu de Niemann de n'avoir triché en ligne qu'à 12 et 16 ans. Selon les résultats de cette analyse, Niemann aurait « vraisemblablement triché » dans plus de cent parties en ligne sur le site Chess.com, jusqu'en 2020, à l'âge de 17 ans,,.
Le 20 octobre, Niemann porte plainte devant un tribunal fédéral du Missouri contre Carlsen et plusieurs autres joueurs qui l’ont accusé de tricherie, auxquels il réclame notamment cent millions de dollars de dommages et intérêts, mais la justice américaine rejette ses plaintes fin juin 2023.
En août 2023, dans un communiqué commun, Chess.com, Magnus Carlsen et Hans Niemann annoncent qu'un accord commun a été trouvé. Selon cet accord, il n'y aura pas d'autre action judiciaire dans cette affaire. Hans Niemann retrouve le droit de jouer sur la plateforme Chess.com et Magnus Carlsen affirme qu'il jouera contre Niemann s'ils devaient s'affronter dans un tournoi. Chess.com réaffirme que Niemann a triché sur sa plateforme mais aussi confirme n'avoir aucune preuve de tricherie de Niemann lors de sa partie contre Carlsen lors de la coupe Sinquefield,.